# نورعلیشاه اول
محمّدعلی طبسی ملقب به نورعلیشاه اول، فرزند میرزا عبدالحسین طبسی(فیض‌علیشاه) و از مریدان شاه سیّد علیرضا دکنی (رضاعلیشاه دکنی) بود که به همراه پدرش توسّط معصوم‌علیشاه قدم در وادی سلوک نهادند و هر دو مورد توجّه خاصّ معصوم‌علیشاه بودند و از سوی وی اجازهٔ ارشاد یافتند. نورعلیشاه اوّل شیخ‌المشایخ دوم در زمان قطبیّت شاه سیّد علیرضا دکنی (رضاعلیشاه دکنی) است.

## زندگی‌نامه
اجداد نورعلیشاه غالباً صاحب علم و کمالات بوده‌اند. تاریخ ولادتش را تنها شیخ اسدالله ایزدگشسب (درویش ناصرعلی) در نور الابصار با بررسی منابع مختلف تخمین زده و آن را در حدود سال ۱۱۷۱ نوشته‌است. 
دكتر جواد نوربخش در مقدمه كتاب مجموعه اي از آثار نورعليشاه اصفهاني در سن جناب نورعليشاه چنين مي نويسد:
""ضمن مطالعه اي كه در تصحيح ديوان اشعار انجام شد، حدس ما به اينجا رسيد كه سن آنجناب از چهل متجاوز و به حدود پنجاه سال هم رسيده است و اين بيت دليل اين مدعا است:
به پنجه سال، ساماني سرانجام
نشد، اين پنج روزه كي تواني
با توجه به اينكه اين بيت در ديوان نوريه است و مي دانيم در اواخر عمر زماني كه آنجناب در سر پل ذهاب اقامت داشته، سروده است، چنين مي توان پنداشت كه سن آن حضرت مسلما از پنجاه سال هم گذشته است. با در نظر گرفتن تاريخ وفات ايشان كه به سال ١٢١٢ هجري اتفاق افتاده، با اين گمان تاريخ تولد ايشان را مي توان در حدود سال ١١٦٠ هجري دانست.""
درخصوص محلّ تولّد پدرش، عبدالحسین بن ملّا محمّدعلی طبسی ملقّب به فیض‌علیشاه و خود نورعلیشاه نیز بین تذکره‌ها اختلاف است. چنان‌که حاج زین‌العابدین شیروانی(مستعلیشاه) در بستان السیاحه اجداد نورعلیشاه را از اهالی خراسان می‌داند و بیان می‌دارد که جدّش به اصفهان مهاجرت کرد و پدرش پس از این مهاجرت متولّد شد و وی نیز متولّد اصفهان است. رضاقلی‌خان هدایت در ریاض العارفین خاندان وی را اصالتاً از اهالی طبس معرّفی کرده‌است و بیان می‌دارد که وی به همراه پدر در جستجوی راه حقیقت به اصفهان و شیراز مهاجرت کردند. نایب الصدر شیرازی در طرایق الحقایق در ضمن بیان شرح حال فیض‌علیشاه (پدر نورعلیشاه) می‌نویسد: «[...]امام‌جمعهٔ طبس بوده و بعضی گویند مولد فیضعلی اصفهان بوده و تحقیق آن است که از برای علوم مصطلحه به اصفهان آمد و همان‌جا متوطّن و متأهّل شده[...].» شیخ اسدالله ایزدگشسب (درویش ناصرعلی) نیز در شمس التواریخ بیان می‌دارد که نورعلیشاه و پدرش در زمان حکومت کریم خان زند به اصفهان مهاجرت کرده‌اند. محمّدباقر سلطانی نیز خاندان وی را از تون(فردوس کنونی) و نورعلیشاه و پدرش را متولّد اصفهان می‌داند.
نورعلیشاه در روزگار جوانی به تحصیل علوم متداول زمان پرداخت و پس از فوت پدرش در سال ۱۱۹۹ قمری، معصوم‌علیشاه با اجازه‌ای که از طرف قطب سلسله نعمت‌اللهی شاه سیّد علیرضا دکنی (رضاعلیشاه دکنی) داشت وی را به عنوان جانشین خود و شیخ‌المشایخ شاه سیّد علیرضا دکنی (رضاعلیشاه دکنی) انتخاب کرد. پس از قتل معصوم‌علیشاه به اغوای آقا محمدعلی بهبهانی، نورعلیشاه در بسیاری از بلاد مسافرت کرد و در هر دیار بود به سبب استقبال بسیار از او مورد آزار مخالفان عرفان و تصوّف واقع می‌شد. عاقبت در عتبات عالیات سکونت گزید و برای زائران سقّایی می‌کرد.
پس از مدّتی در کربلا مورد آزار عدّه‌ای واقع شد و به بغداد مهاجرت کرد و در بغداد مورد احترام احمد پاشا حاکم آن شهر قرار گرفت. رضاقلی‌خان هدایت در ریاض العارفین آورده که نورعلیشاه مثنوی جنات الوصال را در ایّام اقامت در بغداد سروده‌است امّا در بستان السیاحه، حدائق السیاحه و شمس التواریخ علی‌رغم اشاره به این اثر به محلّ سروده شدن آن اشاره‌ای نشده‌است.
حاج زین‌العابدین شیروانی مستعلیشاه در بستان السیاحه و حدائق السیاحه می‌نویسد که در دوران اقامت نورعلیشاه در کربلا به دسیسه‌چینی عدّه‌ای دو بار به وسیلهٔ زهر به جانش سوءقصد شد ولی کارگر نیفتاد و مرگ وی را مطابق لفظ غریب به سال ۱۲۱۲ قمری نقل می‌کند. ایزدگشسب در شمس التواریخ سوءقصد به جان نورعلیشاه را سه بار و هر سه بار را در موصل بیان کرده و نقل نموده که آخرین بار منجر به شهادت وی شده‌است. امّا در تاریخ و محلّ درگذشت نورعلیشاه تقریباً تمام منابع متّفق‌اند و این واقعه را در موصل و به سال ۱۲۱۲ قمری آورده‌اند.
نورعلیشاه پیش از درگذشت خود در حضور عدّه‌ای از بزرگان سلسله نعمت‌اللهی، امور مورد تفویض به خود را به محمدحسین اصفهانی ملقّب به حسینعلیشاه محوّل می‌نماید. پس از درگذشت نورعلیشاه در سال ۱۲۱۲، قطب وقت سلسله نعمت‌اللهی شاه سیّد علیرضا دکنی (رضاعلیشاه دکنی)، محمدحسین اصفهانی حسینعلیشاه را به جانشینی خود و قطبیّت سلسله نعمت‌اللهی انتخاب می‌کند.
نام و بعضاً شرح حال نورعلیشاه در برخی از تذکره‌ها و متون عرفانی پس از قاجار، نظیر بستان السیاحه، حدائق السیاحه و ریاض السیاحه از آثار حاج زین‌العابدین شیروانی مستعلیشاه، ریاض العارفین تألیف رضاقلی‌خان هدایت، طرایق الحقایق اثر نایب الصّدر شیرازی و شمس التواریخ اثر شیخ اسدالله ایزدگشسب در ضمن ذکر بزرگان سلسله نعمت‌اللهی آمده‌است.

## نور الابصاردر شرح حالات نورعلیشاه
نور الابصار عنوان کتابی از شیخ اسدالله ایزدگشسب (درویش ناصرعلی) است در شرح زندگی نورعلیشاه اوّل. مؤلّف در این کتاب علاوه بر شرح حال جامعی که از منابع مختلف جمع‌آوری کرده، شرح کوتاهی از زندگی میرزا عبدالحسین طبسی فیض‌علیشاه (پدر نورعلیشاه) و منتخبی از آثار نظم و نثر نورعلیشاه را نیز نقل و مختصری از زندگی برخی از ارادتمندان وی را نیز آورده‌است.

## ملاقاتسید محمدمهدی طباطبائی بحرالعلومبا نورعلیشاه
در منابع سلسله به دیدار بین سید بحرالعلوم با وی اشاره شده است که برخی آنرا مورد تردید دانسته اند.

## تألیفات
1. رسالهٔ جامع الاسرار به طرز گلستان
2. رسالهٔ اصول و فروع دین
3. تفسیر منظوم سوره بقره
4. خطبة البیان
5. کبرای منظوم در منطق، که این رساله تفسیر منظومی است از رساله الکبری فی المنطق، اثر علی بن محمد جرجانی معروف به میر سید شریف جرجانی که به نثر فارسی است.
6. رساله‌ای منظوم در حالات سیدالشهداء موسوم به روضة الشهداء (با روضة الشهداء اثر ملاحسین واعظ کاشفی اشتباه نشود)
7. دو دیوان شعر که در یکی «نورعلی» و در دیگری «نور» تخلّص کرده‌است.[۲۵]
8. مثنوی جنات الوصال[۲۶] این مثنوی اثر منظوم نورعلیشاه و رونق علیشاه و نظام علیشاه می باشد که در ۷ جنت بین سال های ۱۲۰۶ قمری (زمانی که نورعلیشاه عازم کربلای معلا گردید) تا سال ۱۳۴۱ قمری (زمان رحلت نظام علیشاه) سروده شده است.[۲۷]